# Trypobius paradoxus
Trypobius paradoxus är en skalbaggsart som beskrevs av Schmidt 1893. Trypobius paradoxus ingår i släktet Trypobius och familjen stumpbaggar. Inga underarter finns listade i Catalogue of Life.